# War Medal 1939-1945
La War Medal 1939–1945 (o Medaglia di Guerra 1939-1945) fu una decorazione inglese conferita a quanti avessero prestato servizio nelle Forze Armate o nella Marina Mercantile per minimo 28 giorni tra il 3 settembre 1939 ed il 2 settembre 1945. Nella Marina Mercantile i 28 giorni dovevano essere stati trascorsi in mare. Essa è talvolta descritta come "Victory Medal" ("Medaglia della Vittoria") della seconda guerra mondiale anche se questo non è il suo nome corretto.

## Descrizione
La medaglia è un disco di 36 millimetri di diametro. La bretella a barra diritta non girevole è attaccata alla medaglia con un supporto ad artiglio a punta singola e un perno attraverso il bordo superiore della medaglia. Le medaglie di emissione britannica furono coniate in cupronichel, mentre quelle assegnate in Canada (circa 700.000) furono coniate in argento. La medaglia viene talvolta erroneamente chiamata "Medaglia della vittoria" per la Seconda Guerra Mondiale.

### Recto
Il dritto mostra l'effige incoronata di re Giorgio VI, rivolta a sinistra e firmata "PM", le iniziali del designer Percy Metcalfe, sotto il collo troncato dell'effigie. Intorno al perimetro c'è la legenda "GEORGIVS VI D: G: BR: OMN: REX ET INDIAE IMP:"

### Rovescio
Il rovescio mostra un leone in piedi sfrenato sul corpo di un drago a due teste. Le teste del drago sono quelle di un'aquila e di un drago, a significare i principali nemici occidentali e orientali durante la seconda guerra mondiale. In alto, appena a destra del centro, ci sono gli anni "1939" e "1945" su due righe. Le iniziali "ECRP" del designer Edward Carter Preston si trovano vicino al bordo nella posizione delle nove. Preston ha anche progettato la targa commemorativa in bronzo che è stata presentata ai parenti prossimi dei militari e delle donne britanniche caduti durante la prima guerra mondiale.

### Denominazione
Il British Honors Committee decise che le medaglie della campagna della Seconda Guerra Mondiale assegnate alle forze britanniche sarebbero state emesse senza nome,  una pratica seguita da tutti i paesi del Commonwealth britannico tranne tre. Il nome del destinatario è stato impresso sul bordo della medaglia assegnata a indiani, sudafricani e, dopo una campagna guidata da organizzazioni di veterani, dall'Australia. Inoltre, sono stati nominati quelli assegnati al personale della Royal Canadian Mounted Police che ha prestato servizio solo sulla RCMPV St. Roch e della Canadian Merchant Marine. Nel caso degli indiani, il numero di forza del destinatario, il grado, le iniziali, il cognome e il braccio o corpo di servizio e, nel caso dei sudafricani, il numero di forza, le iniziali e il cognome erano impressi sul bordo in stampatello.

### Nastro
Il nastro è largo 32 millimetri, con una banda rossa larga 6½ millimetri, una banda blu larga 6½ millimetri e una banda bianca larga 2 millimetri, ripetute in ordine inverso e separate da una banda rossa larga 2 millimetri. I colori sono quelli della British Union Jack.
I nastri per la Medaglia di Guerra e quelli delle Stelle della Campagna della Seconda Guerra Mondiale, ad eccezione dell'Arctic Star, furono ideati da Re Giorgio VI.

### Emblemi
Un emblema di foglia di quercia in bronzo è indossato sul nastro per indicare una menzione nei dispacci, un encomio del re per la condotta coraggiosa o un encomio del re per il prezioso servizio nell'aria.